# トウキョウスモーカー
東京スモーカー（トウキョウスモーカー）は、ジェイエスシーが商標登録している電子たばこのブランド名称。

## 概要
株式会社ジェイエスシーが企画、製造、開発行う電子たばこのブランドで、同社代表である野中智昭が開発コンセプトとして、「海外ブランドによくある、ニコチン等の混入の無い安全な商品をつくる」として、国内工場でのカートリッジ充填を行うブランドとして、製造を開始した。
同社子会社である株式会社ファイブスターコーポレーションが総販売店として、販売を行っている。
商標登録を2008年に出願、2010年に登録された。特許出願番号"商願2008－96261"　特許登録番号"5300255番"

## エピソード
芸能界一のヘビースモーカーとして有名な和田アキ子の著書の中で紹介され、一躍有名になった。